# Grignols (Dordogne)
Grignols – miejscowość i gmina we Francji, w regionie Nowa Akwitania, w departamencie Dordogne.
Według danych na rok 1990 gminę zamieszkiwało 526 osób, a gęstość zaludnienia wynosiła 26 osób/km² (wśród 2290 gmin Akwitanii Grignols plasuje się na 695. miejscu pod względem liczby ludności, natomiast pod względem powierzchni na miejscu 519.).